# Dmitrij Nikolaevič Šeremetev
Conte Dmitrij Nikolaevič Šeremetev, (in russo: Дмитрий Николаевич Шереметев) (San Pietroburgo, 3 gennaio 1803 – Kuskovo, 12 settembre 1871), è stato un ufficiale russo della famiglia Šeremetev.

## Biografia
Era l'unico figlio di Nikolaj Petrovič Šeremetev, e di sua moglie, l'attrice Praskov'ja Ivanovna Kovaleva. All'età di sei anni rimase orfano di entrambi i genitori. Venne educato a casa.

## Carriera
Nel 1823 divenne cornetta del reggimento di cavalleria e, nel 1825, partecipò alla rivolta decabrista. Nel 1827 venne promosso al grado di tenente, nel 1830 a capitano e nel 1831 ad aiutante di campo.
Partecipò alla campagna contro i ribelli in Polonia e all'assedio di Varsavia. Nel 1843 venne promosso al grado di capitano. Nel 1856 divenne ciambellano.
Grazie alle sue attività umanitarie, si guadagnò il rispetto della società e della famiglia imperiale.

## Matrimoni

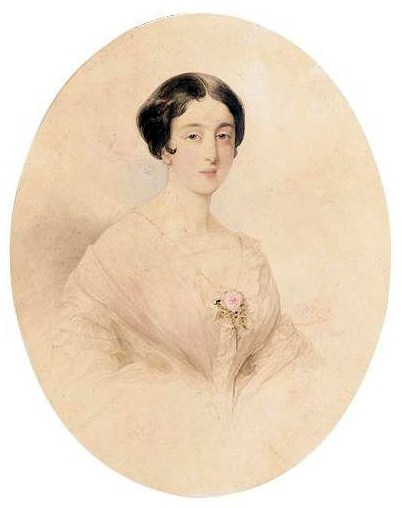
Anna Sergeevna Šeremeteva

### Primo Matrimonio
Nel 1838 sposò Anna Sergeevna Šeremeteva (16 maggio 1811-11 giugno 1849), figlia di Sergej Vasil'evič Šeremetev. Ebbero due figli:
- Nikolaj Dmitrievič (15 aprile 1839-20 ottobre 1843);
- Sergej Dmitrievič (1844-1918).

### Secondo Matrimonio
Nel 1857 sposò Aleksandra Grigor'evna Melnikova (1825-1874). Ebbero due figli:
- Aleksandr Dmitrievič (1859-1931);
- Katia Dmitrievna (26 ottobre 1860-8 gennaio 1861).

## Morte
Morì il 12 settembre 1871 a Kuskovo.